# 성 잔 다르크 (1957년 영화)
성 잔 다르크(Saint Joan)는 영국에서 제작된 오토 프레밍거 감독의 1957년 드라마 영화이다. 리차드 위드마크 등이 주연으로 출연하였고 오토 프레밍거 등이 제작에 참여하였다.

## 출연

### 주연
- 리차드 위드마크
- 리처드 토드

### 조연
- 안톤 월브룩
- 존 길구드
- 펠릭스 아일머
- 아치 던칸
- 해리 앤드류즈
- 마곳 그레이엄
- 베리 존스
- 프란시스 드 울프
- 핀레이 커리
- 빅터 매던
- 버나드 마일즈
- 데이빗 옥슬리
- 패트릭 바
- 시드니 브롬리
- 데이빗 랭턴
- 진 세버그
- 토머스 갤러거
- 데이빗 헤밍스
- 스킵 마틴
- 마크 밀레햄
- 노먼 로싱톤

## 제작진
- 협력프로듀서: 더글러스 피어스
- 조감독: 오토 플래쉭스
- 미술: 로저 K. 퍼스
- 의상: 존 맥코리